# Assistance vidéo à l'arbitrage (football)
Pour un article plus général, voir Assistance vidéo à l'arbitrage.

Logo de la VAR.

En football, l'assistance vidéo à l'arbitrage est un dispositif vidéo qui permet à des arbitres assistants vidéo (en anglais Video Assistant Referees ou VAR) d'intervenir dans certaines situations d'arbitrage. L'expression courante « arbitrage vidéo » est impropre, dans la mesure où en théorie la décision finale revient à l'arbitre central.
En toute logique, en français, on devrait dire « le VAR » pour l'arbitre assistant vidéo (dont le sigle français serait AAV), quand c'est un homme, mais par extension on parle très majoritairement de « la VAR » pour l'assistance vidéo à l'arbitrage (AVA) dans son ensemble.

## Historique
Le 6 mars 2016, l'IFAB approuve l'utilisation expérimentale de l'assistance vidéo à l'arbitrage, qui est utilisée pour la première fois dans une compétition officielle organisée par la FIFA le 14 décembre 2016, lors de la demi-finale de la Coupe du monde des clubs de la FIFA opposant l'Atlético Nacional aux Kashima Antlers par l'arbitre de la rencontre, le Hongrois Viktor Kassai. Sur la base des images qu'il a pu consulter et grâce auxquelles il a pu déceler une faute d'un défenseur de l'Atlético Nacional sur un attaquant des Kashima Antlers dans la surface de réparation, l'arbitre a accordé un penalty à ces derniers. 
Le 3 mars 2018, à Zurich, l'assemblée générale de l'IFAB décide de permettre l'utilisation de la VAR en option pour les compétitions de football, et intègre dans les lois du jeu les modifications nécessaires ainsi que le protocole à suivre pour son application. 
L'introduction de la VAR intervient après celle en 2012 de la goal-line technology, qui reste utilisée pour déterminer si un ballon a franchi entièrement la ligne de but ou non. 

## Compétitions utilisant l'assistance vidéo à l'arbitrage

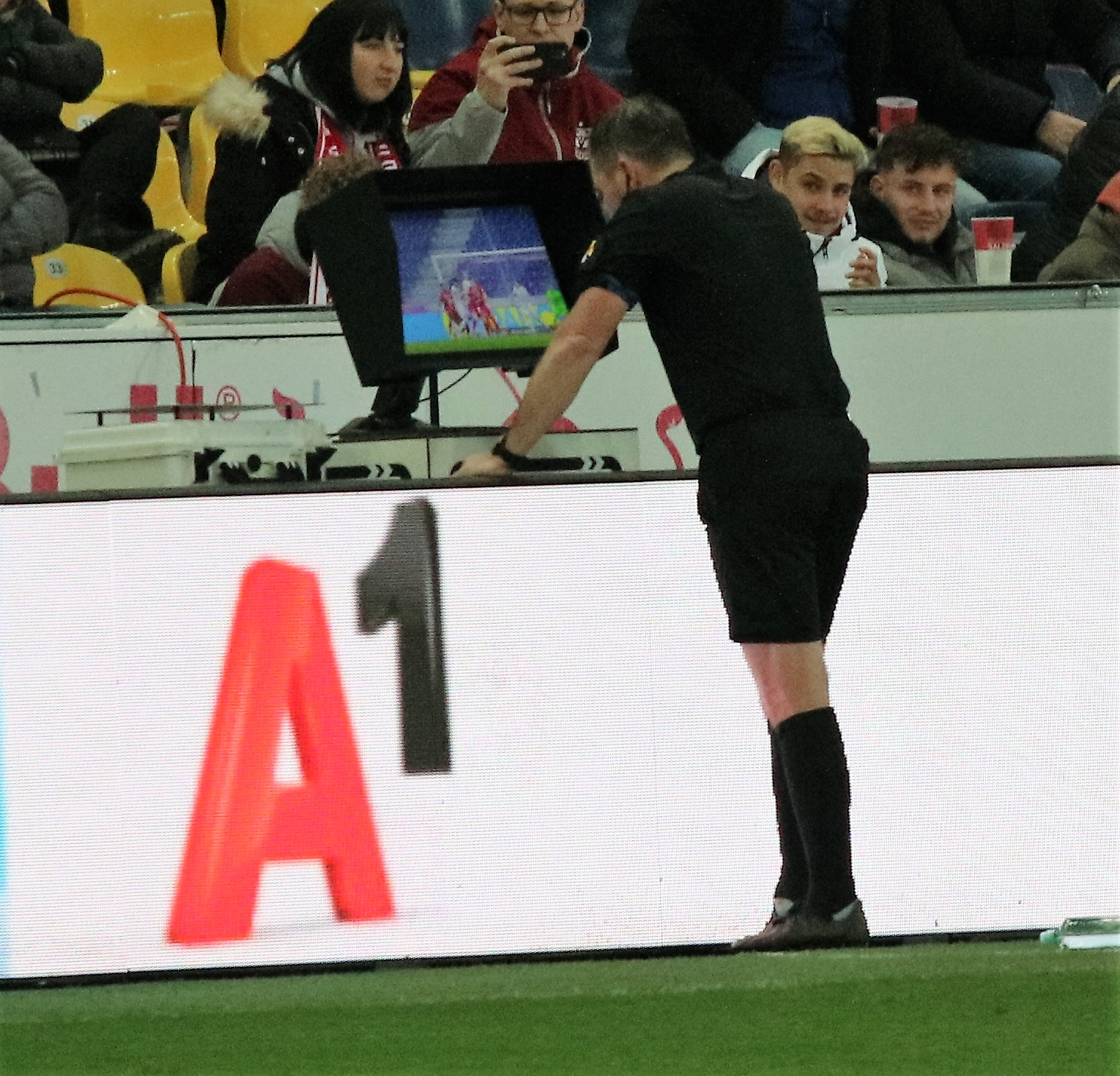
Arbitre vérifiant une action lors d'un match en Allemagne

### Clubs

#### Championnats nationaux
Le premier championnat national à utiliser l'assistance vidéo a été la A-League australienne. Lors de la saison 2017/2018, elle est introduite dans les championnats italien, allemand, portugais, belge, néerlandais et polonais, en 2018-2019, dans la Ligue 1 en France et la Liga en Espagne. Lors de la saison 2019/2020, elle est utilisée en Premier League et dans le championnat marocain.

#### International
À partir de février 2019 l'UEFA l'utilise en Ligue des champions pour tous les matches (le PSG en est la première « victime » le 6 mars lors de son élimination en huitième de finale par Manchester United) ainsi que pour la finale de la ligue Europa, la phase finale de la Ligue des nations, la super-coupe de l'UEFA et le championnat d’Europe des moins de 21 ans. 
Elle est utilisée pour la première fois en Afrique le 24 février 2018 pour la Supercoupe de la CAF et le 31 mai 2019 pour la finale de la Ligue des champions de la CAF.

### Équipes nationales
La VAR est introduite pour la Coupe des confédérations 2017, la Coupe du monde de football de 2018 et sa version féminine 2019, la coupe d'Afrique des nations 2019 (à partir des quarts de finale) et pour l'Euro 2020.

## Procédure

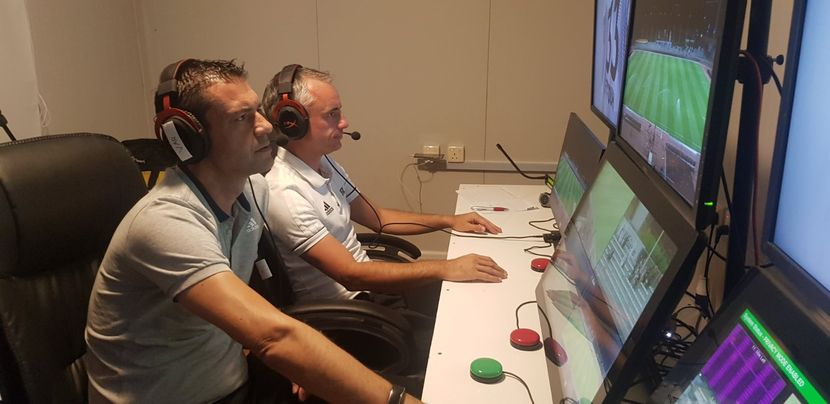
Arbitres assistants utilisant l'assistance vidéo lors d'un match en Arabie saoudite.

Les arbitres assistants vidéo interviennent dans quatre situations seulement, avec l'objectif d'une interférence minimale pour un bénéfice maximal : 
- un but (validé ou non) ;
- un penalty (sifflé ou non) ;
- un carton rouge direct (infligé ou non) ;
- pour vérifier l’identité d’un joueur sanctionné

Le visionnage des séquences vidéo peut être demandé par l'arbitre ou effectué à l'initiative des arbitres assistants vidéo. Après analyse de la situation, ceux-ci en informent l'arbitre par oreillette, qui prend la décision appropriée, le cas échéant après être allé consulter la vidéo lui-même sur le bord du terrain.
Lors de la Coupe du monde 2018, lors de tous les matches, le trio arbitral est assisté par un arbitre assistant vidéo et trois adjoints, tous arbitres FIFA, et quatre techniciens vidéo. Cette équipe est basée dans une salle de régie vidéo située à Moscou et dispose de l'accès aux images de toutes les caméras des diffuseurs, plus deux caméras consacrées spécifiquement aux hors-jeu, transmises par un réseau en fibre optique. Elle comprend en outre, un représentant de la FIFA chargé d'informer les diffuseurs et commentateurs de la raison du recours à la vidéo et de son résultat.

## Critiques
La VAR est censée améliorer l'équité et la justice, diminuer les erreurs d'arbitrage et les comportements anti-sportif des joueurs. 
Après son expérimentation, comprenant tests technologiques et formation des arbitres, les membres du comité exécutif de l'UEFA se déclarent « convaincus que l'assistance vidéo à l'arbitrage sera bénéfique pour les compétitions, car elle apportera une aide précieuse aux arbitres et permettra de réduire les décisions incorrectes ».
Cependant, si ses objectifs sont jugés légitimes, ses détracteurs soulignent que son introduction a eu lieu sans débat, comme une évidence, sans prendre en compte ses conséquences néfastes, et en contestent l'efficacité. La VAR est accusée de dénaturer le football, idéalement caractérisé par le fair-play voire la beauté de l'erreur humaine. Elle peut nuire à la continuité d'un match (son application en Ligue 1 a fait augmenter le temps additionnel moyen de plus d'une minute). 
L'ancien champion Michel Platini, opposant de longue date à l'introduction de la VAR et qui l'avait bloquée tant qu'il était président de l'UEFA, considère qu'elle ne règle pas les problèmes mais les déplace, tout en créant une différence entre les compétitions avec arbitrage vidéo et les autres. Cependant il estime qu'on ne reviendra pas en arrière. Il avait concédé que l'assistance vidéo pourrait être utile pour juger les hors-jeu.
Malgré les polémiques, un sondage en septembre 2019, les passionnés de football français restent à 85 % favorables à l'utilisation de la VAR, même si 42 % d'entre eux estiment que ça se passe mal. 
D'après Jacques Blociszewski, l'arbitrage vidéo pourrait contribuer à creuser des inégalités dans le football : « La FIFA veut un football de riches, rien que de riches. Elle met donc en place des dispositifs qui accroissent largement le fossé entre les pays riches du foot et les pays financièrement moyens et pauvres. » 

### Contestations
En mars 2017, lors du match France-Espagne, un but d'Antoine Griezmann est refusé à raison, à la suite de son utilisation, provoquant l'incompréhension des supporteurs français qui venaient de célébrer le but pendant plusieurs minutes.
Dans d'autres cas, la décision finale est contestée. Lors de la finale de la Coupe de la ligue PSG-Monaco le 31 mars 2018, un but de Radamel Falcao, validé dans un premier temps sans contestation des joueurs, est finalement refusé alors que la vidéo montrait qu'il n'était pas hors-jeu. 

### Incident
Le 31 mai 2019, durant la finale retour de la ligue des champions africaine disputée entre l’Espérance de Tunis (EST) et le Wydad de Casablanca (WAC) à Radès en Tunisie, Walid El Karti égalise pour le Wydad mené au score 1-0 à la minute 59' mais le but est refusé pour hors-jeu. Le Wydad refuse de poursuivre le match tant que l’arbitre ne consulte pas la VAR, utilisée au match aller pour annuler un but du WAC, mais qui est en panne. La rencontre est alors interrompue pendant plus d'une heure, malgré les efforts du président de la CAF Ahmad Ahmad pour essayer de trouver une solution et reprendre le match, jusqu'à ce que l'arbitre gambien Bakary Gassama décide de mettre fin à la rencontre en déclarant le club de Casablanca perdant – « les conditions de jeu et de sécurité n'étaient pas réunies (…), empêchant le match d'arriver à son terme » et de ce fait, le club tunisien vainqueur et lui permet de remporter son quatrième titre de ligue des champions et la deuxième fois sur le Wydad après la final de 2011 remporté par le l'Espérance avec le même score et dans le même stade. Quatre jours plus tard le match est annulé, il est décidé de le rejouer sur terrain neutre, et le club tunisien est prié de rendre la coupe et les médailles, décision annulée le 31 juillet par le Tribunal arbitral du sport (TAS). Le 7 août, la commission de discipline de la CAF déclare la défaite par abandon du club de Casablanca, contredisant la décision antérieure de son comité exécutif. Tunis est donc déclaré vainqueur, ce qui est confirmé en septembre 2020 par la décision finale du TAS.